# Phare de Punta Piedras
Le phare de Punta Piedras (en espagnol : Faro Punta Piedras) est un phare actif situé à la jonction du Río de la Plata et de la baie de Samborombón, dans la Province de Buenos Aires en Argentine. Il est géré par le Servicio de Hidrografía Naval (SHN) de la marine .

## Histoire
Le phare est un phare inhabité de la marine argentine se trouvant à l'extrême nord de la baie de Samborombón et près de l'embouchure du río Salado. Il s'agit du dernier phare du Río de la Plata et du plus au nord-est du territoire argentin. Parmi ses fonctions, il alerte les navigateurs sur la présence du "banc de Piedras", qui s'étend sur environ 31 km.
Une première balise avait déjà été installée sur cette zone, mais en novembre 1916, le phare fut construit pour la remplacer. Sa source d'énergie est l'énergie solaire photovoltaïque par des panneaux solaires qui chargent des batteries chimiques.
En décembre 1975, de fortes tempêtes accompagnées de vents violents l'ont retourné. Plusieurs problèmes techniques l'ont affecté, de sorte qu'il n'a été réinstallé qu'en 1983.

## Description
Ce phare  est une tour métallique quadrangulaire à claire-voie, avec une galerie et une lanterne de 31 m de haut. La tour est peinte en différentes bandes blanches et orange et la lanterne est gris métallisé. Il émet, à une hauteur focale de 42 m, un éclat blanc de 0.5 seconde par période de 9 secondes. Sa portée est de 15.1 milles nautiques (environ 30 km).
Identifiant : ARLHS : ARG058 - Amirauté : G0900 - NGA : 110-19403 .

## Caractéristique dufeu maritime
Fréquence : 9 secondes (W)
- Lumière : 0.5 seconde
- Obscurité :8.5 secondes

### Lien connexe
- Liste des phares d'Argentine